# Équipe du Nigeria des moins de 17 ans de football
Maillots
L'équipe du Nigeria des moins de 17 ans est une sélection de joueurs de moins de 17 ans au début des deux années de compétition placée sous la responsabilité de la Fédération du Nigeria de football.

## Histoire
L'équipe remporte 2 fois la Coupe d'Afrique des nations des moins de 17 ans et 5 fois la Coupe du monde de football des moins de 17 ans, ce qui en fait la plus titrée.

## Parcours en Coupe du monde des moins de 17 ans
- 1985 :  Vainqueur
- 1987 :  Finaliste
- 1989 : Quarts-de-finale
- 1991 : Non qualifié
- 1993 :  Vainqueur
- 1995 : Quart-de-finaliste
- 1997 : Non qualifié
- 1999 : Non qualifié
- 2001 :  Finaliste
- 2003 : 3e de la phase de groupe
- 2005 : Non qualifié
- 2007 :  Vainqueur
- 2009 :  Finaliste
- 2011 : Non qualifié
- 2013 :  Vainqueur
- 2015 :  Vainqueur
- 2017 : Non qualifié
- 2019 : Huitièmes de finale
- 2021 : Annulé
- 2023 : Non Qualifié

## Parcours en Coupe d'Afrique des nations des moins de 17 ans
- 1995 :  Finaliste
- 1997 : Non qualifié
- 1999 : 3e de la phase de groupe
- 2001 :  Vainqueur
- 2003 :  3e
- 2005 : 3e de la phase de groupe
- 2007 :  Vainqueur
- 2009 : 1er tour
- 2011 : Non qualifié
- 2013 :  Finaliste
- 2015 : Quatrième
- 2017 : Non qualifié
- 2019 : 4e
- 2021 : Annulé
- 2023 : Quart de finale

## Palmarès
- Coupe du monde des moins de 17 ans :
  - Vainqueur : 1985, 1993, 2007 et 2013 et 2015.
  - Finaliste : 1987, 2001 et 2009.

- Coupe d'Afrique des nations des moins de 17 ans : 
  - Vainqueur : 2001 et 2007.
  - Finaliste : 1995 et 2013.
- Championnat des moins de 17 ans de la zone B de l'Union des fédérations ouest-africaines de football
  - Vainqueur en 2022

## Liste des joueurs en Coupe du monde
- Liste des joueurs pour la Coupe du monde des moins de 17 ans 2009

| Numéro / Nom       | Numéro / Nom      | Equipe actuelle           | Date de naissance | J.              |                 |                 |                 |                 |
| Gardiens de but    | Gardiens de but   | Gardiens de but           | Gardiens de but   | Gardiens de but | Gardiens de but | Gardiens de but | Gardiens de but | Gardiens de but |
| ------------------ | ----------------- | ------------------------- | ----------------- | --------------- | --------------- | --------------- | --------------- | --------------- |
| 1                  | Dami Paul         | Ousford Academy           | 18.12.1992        | 7               | 0               | 0               | 0               | 0               |
| 16                 | Amos Izuchukwu    | NEPA Lagos                | 9.12.1993         | 0               | 0               | 0               | 0               | 0               |
| 21                 | John Felagha      | ASPIRE                    | 27.7.1994         | 0               | 0               | 0               | 0               | 0               |
| Défenseurs         |                   |                           |                   |                 |                 |                 |                 |                 |
| 2                  | Aigbe Oliha       | Igbino Babes              | 11.2.1993         | 7               | 0               | 0               | 0               | 0               |
| 3                  | Mohammed Aliyu    | Niger Tornadoes           | 12.2.1993         | 7               | 0               | 0               | 0               | 0               |
| 5                  | Fortune Chukwudi  | A & B Academy             | 18.11.1992        | 7               | 0               | 0               | 0               | 0               |
| 6                  | Kenneth Omeruo    | Hard Foundation           | 17.10.1993        | 7               | 1               | 0               | 0               | 0               |
| 12                 | Chukwujike Mgbam  | Standard Academy          | 22.4.1992         | 0               | 0               | 0               | 0               | 0               |
| Milieux de terrain |                   |                           |                   |                 |                 |                 |                 |                 |
| 4                  | Ogenyi Onazi      | My People FC              | 25.12.1992        | 3               | 0               | 0               | 0               | 0               |
| 7                  | White Agwuocha    | Kwara United FC           | 13.1.1993         | 2               | 0               | 0               | 0               | 0               |
| 9                  | Abdul Ajagun      | Dolphin Football Club     | 10.2.1993         | 7               | 2               | 1               | 0               | 0               |
| 17                 | Obinna Okoro      | Young Stars FC            | 30.12.1992        | 0               | 0               | 0               | 0               | 0               |
| 19                 | Deji Joel         | Eco Academy               | 23.11.1992        | 0               | 0               | 0               | 0               | 0               |
| 20                 | Ramon Azeez       | Future Pro Academy        | 12.12.1992        | 7               | 1               | 1               | 0               | 0               |
| Attaquants         |                   |                           |                   |                 |                 |                 |                 |                 |
| 8                  | Stanley Okoro     | Heartland FC              | 8.12.1992         | 7               | 3               | 1               | 0               | 0               |
| 10                 | Olarenwaju Kayode | Marvellous FC             | 8.5.1993          | 6               | 0               | 1               | 0               | 0               |
| 11                 | Terry Envoh       | Mighty Jets Football Club | 12.12.1992        | 7               | 1               | 1               | 0               | 0               |
| 13                 | Omoh Ojabu        | Dolphin Football Club     | 14.12.1992        | 6               | 1               | 0               | 0               | 0               |
| 14                 | Sani Emmanuel     | My People FC              | 23.12.1992        | 5               | 5               | 0               | 0               | 0               |
| 15                 | Yusuf Otubanjo    | Emmanuel Amuneke Academy  | 12.9.1992         | 2               | 0               | 0               | 0               | 0               |
| 18                 | Edafe Egbedi      | Gizallo                   | 5.8.1993          | 7               | 3               | 1               | 0               | 0               |
| Sélectionneur      |                   |                           |                   |                 |                 |                 |                 |                 |
|                    | John Obuh         | -                         |                   |                 |                 |                 |                 |                 |